# NGC 19
NGC 19 (również PGC 759 lub UGC 98) – galaktyka spiralna z poprzeczką (SBbc), znajdująca się w gwiazdozbiorze Andromedy. Odkrył ją 20 września 1885 roku amerykański astronom Lewis A. Swift. Ze względu na błędy pozycji obiektów obserwowanych tamtej nocy przez Swifta, niektóre źródła galaktykę PGC 759 błędnie identyfikują jako NGC 21.